# リアド慈英蘭
リアド 慈英蘭（りあど じぇいらん、Riad Geylan、1984年3月24日 - ）は、フリーアナウンサーである。

## 人物
エジプト人の父と日本人の母に生まれ、東ミシガン大学に2年間在学したのちに早稲田大学文学部へ編入して卒業した。
- 鍾乳洞めぐりと旅行を趣味としている。
- 弟のリアド偉武はドラマーでロックバンドBIGMAMAの元メンバー。現在は［Alexandros］のメンバーである。

## 出演
テレビ
- 「REDS TV GGR」アシスタント（金） (テレビ埼玉)
- 「URAWA REDS SUPER MATCH」アシスタント (テレビ埼玉)
- 「REDS NAVI」リポーター (テレビ埼玉)
- 「ウエンズデー J-POP」リポーター (BS2)

ラジオ
- 「RADIO DOCK」パーソナリティ（木）(fm yokohama)
- 「i-Radio COUNT DOWN Supported by TOWER RECORDS」パーソナリティ（金）(i-Radio)
- 「J-WAVE SUNDAY LIBRARY」ナビゲーター（日）(J-WAVE)
- 「SMILE ON SUNDAY」ナビゲーター（日）(J-WAVE、2014年10月4日 - 2015年3月28日)
- 「J-POP SATURDAY」ナビゲーター（土）(J-WAVE、2015年4月4日 - 2016年9月24日)
- 「simple style -オヒルノオト-」パーソナリティ（水 - 金）(JFN、2014年10月1日 - 2017年9月29日)
- ECO LIFE〜幸せのヒント〜 (JFN)
- ちきゅうラジオ（NHKラジオ第1、2022年4月9日 - ）

## 車内放送
以下の路線で英語放送を担当している。
- しなの鉄道 - 115系のみ。SR1系は亀井佐代子が担当している[2]。
- 東京都交通局（都営地下鉄）
- 能勢電鉄 - 日生エクスプレスを除く。
- えちごトキめき鉄道日本海ひすいライン